# 贵阳城墙

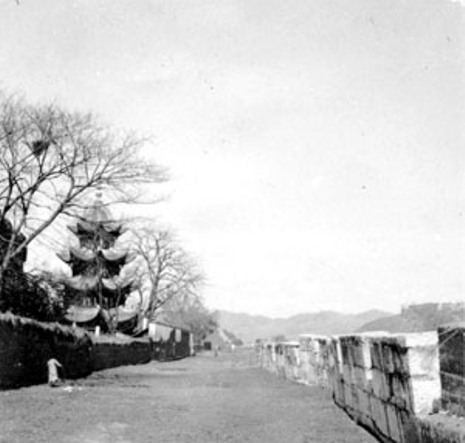
贵阳东门段城墙旧影

贵阳城墙，位于中国贵州省贵阳市。贵阳城墙于1945年至1947年间拆除，现仅余残段。

## 历史
贵阳城墙原为土墙。明洪武十五年（1382年），在原土墙基础上改建为砖石墙。明天启六年（1626年），在贵阳老城以北修建了外城。1927年，时任贵州省省主席周西成为修建马路而下令拆除内城与外城之间的城墙。1939年，为了便于人员疏散，又拆除了不少城墙。1945年，贵州省省主席杨森下令拆除贵阳城墙，至1947年，城墙基本被拆完，仅余部分。
目前，在老东门和蟾宫桥附近还留有部分墙段。